# Рябичев, Дмитрий Борисович
Дмитрий (Даниил) Борисович Рябичев (1 сентября 1926, Малин, Житомирская область — 29 апреля 1995) — скульптор, народный художник РСФСР (1978), лауреат Государственной премии СССР (1978), лауреат премии ЮНЕСКО, лауреат премии Ленинского комсомола (1979), известный российский скульптор, автор памятников, портретов, монументальных композиций, скульптурно-архитектурных ансамблей, установленных в России и в мире, основатель Творческой Мастерской, работающей в Москве с 1967 года.

## Биография
Дмитрий (Даниил) Борисович Рябичев родился 1 сентября 1926 года в городе Малине (Украина). В 1942—1945 гг. — ушел добровольцем на фронт Великой Отечественной войны, воевал в составе 3-го Белорусского фронта, в боях за Родину был ранен, лечился в госпитале в городе Сасово. Получил боевые награды. 
Учился в Ленинградском инженерно-строительном институте на факультете архитектуры (1946-50), в  Московском художественно-промышленном училище (сегодня МГХПА. им. Строганова) на факультете скульптуры (1950-54). В 1954 г. принят в члены Союза художников СССР
В 1962 г. присвоено звание заслуженного деятеля искусств Узбекской ССР. В 1964 г. присуждена Государственная премия Узбекской ССР имени Хамзы Хаким-заде, поездка в Женеву, работа над проектом монумента «Эхо мира». В 1965 г. присуждена Международная премия ЮНЕСКО, присвоено звание заслуженного художника СССР. В 1967 г. основал собственную творческую мастерскую, которой сегодня руководит сын скульптор Александр Рябичев
В 1969 г. присуждена Почетная грамота ЦК КП Узбекистана, Совета Министров и Верховного Совета УзССР, поездка в Финляндию для работы над памятником изобретателю радио А. С. Попову в городе Котка, присвоено звание Почетного гражданина города Котка. В 1970 г. избран членом правления СХ СССР. В 1976 г. присвоено звание народного художника Узбекской ССР. В 1977 г. — творческая поездка в ЧССР, участие в конкурсе на создание монумента в честь Дня Международной солидарности трудящихся — 1 Мая. В 1978 г. присуждена Международная премия Всемирной Федерации профсоюзов, присвоено звание народного художника РСФСР, творческая поездка в Италию, присуждена Государственная премия СССР за монумент «Первым Советам» в городе Иваново, награждение знаком «Отличник культуры» Министерства культуры СССР. В 1979 г. — Поездка в ЧССР для работы над монументом «Содружество», присуждена премия Ленинского комсомола. В 1980 г. присуждены награды ЧССР, работа над монументом «Подвиг во имя жизни», посвященный врачам Великой Отечественной войны в городе Сочи. 
В 1981 г. — сооружение мемориального комплекса Героям-дружинникам, участникам баррикадных боев на Красной Пресне в Москве, награжден Почетной грамотой МГК КПСС и Моссовета, избран членом правления Московской областной организации Союза художников РСФСР. В 1982 г. награжден серебряной медалью имени М.Грекова за создание произведений на военно-патриотическую тему, избран членом правления Союза художников СССР, награжден Почетной грамотой Президиума ВЦСПС. В 1983 г. — творческая поездка в Индию. 1984 г. — работа над памятником Махатме Ганди для Дели (Индия).
Похоронен на Головинском кладбище.

## Творчество
Участник всех всесоюзных, республиканских, областных и международных художественных выставок. Произведения Дмитрия Рябичева экспонировались за рубежом: в Варшаве (ПНР), Ольберге (Дания), Неаполе (Италия), Берлине, Карл-Маркс-Штадте (ГДР), Магдебурге (ГДР), Симидзу (Япония), Каракасе (Венесуэла), Вене (Австрия), Улан-Баторе (МНР), Пхеньне (КНДР), Праге (ЧССР), Софии (НРБ). 

## Творческая Мастерская Рябичевых
Дмитрий Рябичев, награжденный премией ЮНЕСКО, полностью передал награду Государству. В знак благодарности правительство подарило скульптору мастерскую, в которой  были созданы многие произведения монументальной скульптуры и памятники для городов СССР и других стран. Частичный список:  
- Монумент 14-ти туркестанским комиссарам, Ташкент
- скульптурно-архитектурный ансамбль «Мужество», Ташкент
- скульптурно-архитектурный ансамбль посвященный подвигу воинов-коломенцев, погибших в Великой Отечественной войне, Коломна
- Мемориал воинам-сибирякам, Омск
- памятник дружинникам, участникам боев на баррикадах 1905 года, Москва, Конюшковская улица
- монументальные композиции для Индии — скульптурный портрет Джавахарлала Неру, Махатмы Ганди, Индиры Ганди и многие другие.

Сегодня в Мастерской продолжают работать сын Дмитрия Борисовича  скульптор Александр Рябичев и внучка Даниэла, а также создают свои произведения современные художники. Мастерская Рябичевых занимается культурной общественной и просветительской работой, является центральным офисом  РОО "БРИКС. Мир традиций", Академии Народного искусства. Среди постоянных художественных проектов Мастерской — выставки современных российских и зарубежных художников, благотворительный проект  Bona Mente, "Первая Выставка на Луне"   — виртуальная, мультимедийная, интерактивная экспозиция и другие.  

## Основные произведения
- 1954 г. — бюст С. П. Боткина для Боткинской больницы
- 1956 г. — портрет А. С. Попова — изобретателя радио, композиционный портрет, бронза, Государственный Русский музей
- 1956 г. — памятник герою-комсомольцу Александру Чекалину, г. Чекалин (Лихвин) Тульской области
- 1957 г. — композиция «Тревожная юность», мрамор, Тульский областной художественный музей
- 1958 г. — проект памятника В. И. Ленину (для Москвы)
- 1958 г. — памятник А. С. Попову — изобретателю радио, бронза, гранит, архитектор А. Н. Душкин, г. Краснотурьинск
- 1958 г. — памятник В. И. Ленину, бронза, гранит, архитекторы Е. И. Архипов, А. Н. Душкин, г. Владимир
- 1959 г. — Композиция «Академика И. П. Павлова с собакой»
- 1960 г. — Монумент в ознаменование 850-летия города Владимир, камень, бронза, гранит, архитектор А. Н. Душкин, г. Владимир, Соборная площадь
- 1961 г. — памятник К. Э. Циолковскому, мрамор, авиагородок
- 1962 г. — памятник 14 туркестанским комиссарам, г. Ташкент
- 1966 г. — «Звездная мечта» — портрет К. Э. Циолковского, алюминий, Министерство культуры РСФСР, г. Москва
- 1969 г. — памятник Карлу Марксу, кованный металл, гранит, архитектор Л. В. Мисожников, г. Краснодар
- 1970 г. — памятник Карлу Марксу, бронза, гранит, архитекторы Л. Т. Адамов, Ю. Н. Мирошниченко, г. Ташкент
- 1971 г. — памятник народном поэту Айбеку, полированный гранит, архитектор Г. П. Карибов, г. Ташкент
- 1971 г. — памятник академику С.Астаханову, полированный гранит, г. Ташкент
- 1971 г. — мемориал в память о 14 тысячах погибших в годы Великой Отечественной войны, гранит, г. Коломна, Московская область
- 1972 г. — портрет академика С. П. Королёва, гранит, Академия наук СССР, г. Москва
- 1974 г. — «Мать», портрет, мрамор, Министерство культуры РСФСР, г. Москва
- 1975 г. — мемориальный ансамбль, посвященный воинам-сибирякам, героическим защитникам Родины в годы Великой Отечественной войны, гранит, чугун, архитектор Н. А. Ковальчук, г. Омск
- 1975 г. — монумент «Первым Советам», бронза, гранит, архитектор Е. И. Кутырев, г. Иваново
- 1976 г. — монумент «Мужество», бронза, гранит, архитекторы С. Р. Адылов, В. И. Попов, г. Ташкент
- 1976 г. — портрет лауреата Ленинской премии, писателя Чингиза Айтматова, гранит, Министерство культуры РСФСР, г. Москва
- 1979 г. — проект монумента «Дружба народов», г. Ташкент
- 1980 г. — портреты Ю. Гагарина, К. Циолковского, С. Королёва, М. Келдыша, медь, Вена, Австрия
- 1981 г. — мемориальный комплекс «Героям-дружинникам» — участникам баррикадных боев на Красной Пресне", бронза, гранит, архитектор В. А. Нестеров, г. Москва
- 1982 г.  — памятник Дружбе народов, в честь кузнеца Шаахмета Шамахмудова и его жены Бакри, усыновивших во время Великой Отечественной войны 15 детей разных национальностей.
- 1983 г. — памятник Махатме Ганди, бронза, г. Дели, Индия
- 1988 г. — памятник Индире Ганди, бронза, г. Бхубанешвар, Индия, работа совместная с А. Д. Рябичевым
- 1995 г. — памятник Джавахарлалу Неру, бронза, г. Москва, работа совместная с А. Д. Рябичевым